# 黄金瑠璃鈿背十二稜鏡
- 黄金瑠璃鈿背十二稜鏡
- 十二稜鏡黄金瑠璃鈿背[1]

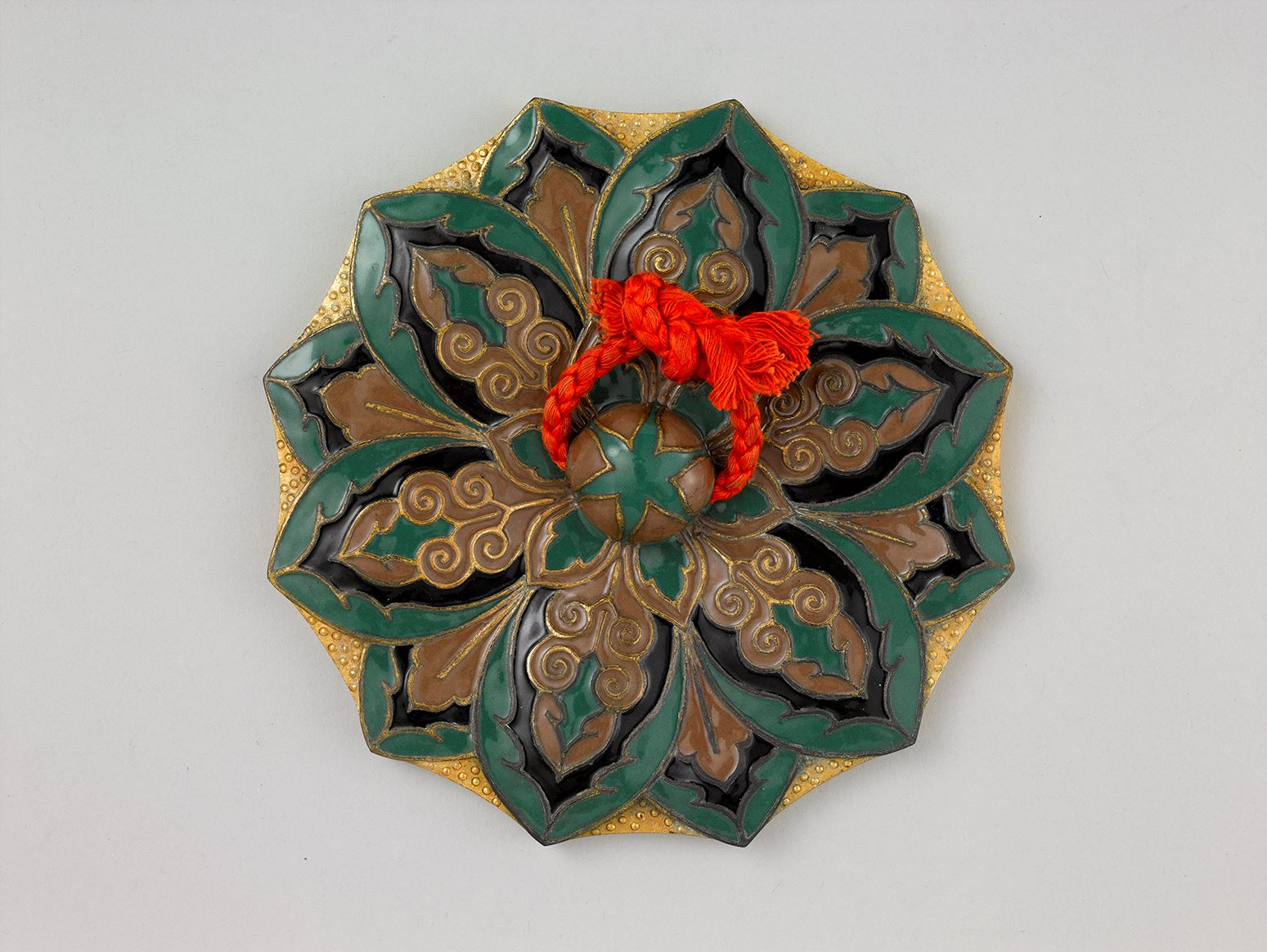
黄金瑠璃鈿背十二稜鏡の模造品。奈良女子大学蔵。

黄金瑠璃鈿背十二稜鏡（おうごんるりでんはいのじゅうにりょうきょう）は、正倉院南倉に収蔵されていた宝物。倉番は南倉70-第6号。
正倉院宝物で唯一の鏡背が七宝で装飾された七宝鏡で、もっとも異色な宝物のひとつとされる。有線七宝による装飾は大小18枚の花弁からなる宝相華文である。また鏡胎は銀製で、これも正倉院に伝世する鏡で唯一である。
製作年代や製作地に関する記録はないが、8世紀の唐の工人による制作とする説が有力視されている。文献資料から7,8世紀の東アジアではガラス製品が盛んに造られていたことが明らかになっているが七宝製品の遺品は少なく、本鏡はほぼ完形のまま伝世した唯一の遺品と目されている。
本鏡の存在は長らく記録に残されてこなかったが、その理由は本鏡が八角鏡箱に納められていたためだという説がある（→#納箱）。

## 構造
1991年（平成3年）から本鏡の模造鏡が制作されたが、その事前調査によって構造の観察と考察が行われている。調査は実体顕微鏡・X線透過装置、蛍光X線分析が用いられた。この成果を元に七宝作家の田中輝和によって模造鏡の製作がおこなわれ、2009年（平成21年）に完成している。
鏡の形状は先のとがった部分が12箇所ある十二稜鏡で、鏡背中央には高さ1.1センチメートルの中空の鈕もつ。
直径は長径が18.5センチメートル、短径が17.3センチメートルと正倉院に伝来する鏡の中では比較的小ぶりとなっている。縁厚は1.4センチメートル、重量は2,177グラム、高さは鈕を含めて2.1センチメートルである。
また鏡側面には、鏡胎と装飾の間に2ミリメートル程度の幅で銀に鍍金を施した覆輪が帯状に巡っているのが確認できる。鏡の構造はX線撮影でも確認することが出来なかったが、施工痕や取り付け強度などを総合的に考慮し、鏡胎と背面の装飾の間に銀板を挟む3層構造で、銀板の端部が覆輪になっていると推測されている。

### 鏡胎
鏡胎は銀製で、蛍光X線分析によるとその成分は銀をベースに2％程度の銅が含有している。なお鏡胎は銀の板を手打ちで延べた鍛造と推測されている。
鏡胎背面は中央が窪んだ皿状になっており、その中央に凸状部がある。また中央の鈕は鏡胎と一体ではない。凸状部は径26ミリメートル高さ4ミリメートルほどで、鈕を鏡胎に固定させるために作られた出っ張りだと推測されている。鈕孔から凸状部を観察すると、制作の痕跡と思われる轆轤痕と十二稜を割り付けた際の放射状の線刻が確認できる。このことから厚さ1センチメートル以上の分厚い銀板を轆轤挽きで円盤にしたのち、周縁を十二稜形に成形して制作されたと推測されている。
鏡面は凸面となっており、中央部の径5センチメートルほどは平らで、そこから外縁に向かって3ミリメートルほど削った曲面を成す。鏡胎の厚みは中央部で6-7ミリメートル、周縁部で5ミリメートル程度と推測されている。鏡面仕上げは砥石目を残しつつ光沢が出されている。なお、過去の報告では鏡面にアマルガム法による錫メッキが施されているとされていたが、後年の成分分析調査によって否定されている。
側面は鏡面に対し垂直ではなく、鏡を伏せた状態で若干内側に転ぶ方向に角度がついている。また側面は直線ではなく若干のふくらみを持つ。模造鏡を制作した田中輝和は、この効果により本鏡に「温かさを感じる」と評している

### 銀板
中間層を構成する銀板の詳細はレントゲン撮影でも明瞭に確認できなかったが、装飾を構成する七宝や金板を載せる皿状の板が鏡胎に貼り付けられていると推測されている。
鈕は、厚さ2ミリメートル程度の銀の1枚板の中央に打ち出されていると推測されている。銀板は鏡側面まで伸びていて、その形状はつばの形状が十二稜形になった麦わら帽子の様相を呈していると推測されている。なお鏡側面にみえる帯状の覆輪は、この銀板の外縁部と推測と推測されている。
鈕の部分の銀板の厚みは約1.2ミリメートルで、打ち出しによって中空の半球状になっている。鈕孔は直径5ミリメートル程度の円形で、鏡背装飾の仕上げのぎりぎりの高さに開けられている。鈕には装飾と同様の手法で七宝が焼き付けられている。鈕に施された七宝については後述する。
鈕によって2キログラムを超える重量を支えるため、銀板は鏡胎に強固に固定する必要があるが、その固定方法は明らかになっていない。ただし鏡側面の銀板と鏡胎の間には僅かな隙間があり、ろう接や接着剤のようなものは確認されていない。
田中は本鏡の考察に基づき模造鏡には以下の方法を採用している。まず鏡胎背面の中央にある凸部と銀板の鈕の基部に横向きの穴をあけ、銀製の棒を差し込んで両者を固定している。さらに鈕を中心とした回転モーメントを受けるため、鏡の外周から12ミリメートルほどの位置にも45度の角度で鏡胎と銀板に穴をあけ、銀製の棒を差し込んで両者を固定する。

### 装飾
装飾は金板・七宝焼・鍍金された銀で作られている。
鏡背の七宝装飾は対葉文からなる宝相華文で、花弁全体が表される大花弁では内部の文様も対葉文が施されている。七宝装飾は18枚の花弁からなる。ひと際大きい大花弁の6枚と、その間から見える覗き花弁の6枚の端部で十二稜形を構成している。さらに鈕の周囲に小花弁6枚がある。これらの花弁は1枚ずつ造られたうえで鏡背に接着されている。そして中央の鈕は花芯に見立てられており、ここにも七宝が施されている。
花弁は、まず厚さ0.7ミリメートルの銀板を花弁形に裁断し、花弁の根本を除く外縁部を折り曲げて2.5-3.5ミリメートルの立ち上がりを作る。そして厚さ0.8ミリメートル幅およそ2ミリメートルの帯状に裁断した銀板を、対葉文状に内側に立てて植線を作る。こうして作られた文様区に七宝釉薬を焼き付けるが、ガラス面の仕上がりが植線よりも盛り上がっている事から溶融ガラスではなくフリット（ガラス粉）を盛って焼成したと考えられている。なお過去にそのほかの製作法として、型に溶融ガラスを流し込む方法が推測されていたが、その後の研究で否定されている。また裏引きは行われていないと推測されている。最終段階で銀の花弁や植線に鍍金を施す。鍍金はアマルガム法で行われたと推測されている。
七宝釉薬は経年による劣化は殆ど見られず光沢を残すが、著しいひび割れが生じている。この理由として釉薬の珪酸の割合が多い、あるいは着色剤の混入が少ないなどが推定されている。釉薬は黄・緑・濃緑の3色と記されることが多いが、これに褐色を加えた4色と記す資料もある。ガラス釉薬は、黄は鉄を着色材とした鉛ガラス。緑と濃緑は銅を着色材とした鉛ガラスで、色の濃さは銅の含有量による違いとされている。また色味についてマンセル記号での表記を試みた原田淑人らは、緑を10GY 4/8、濃緑を7.5GY 2/2、黄を10YR 5/8、褐を10YR 6/4としている。黄の七宝は未融解で不透明になっており、特に鈕の部分では脱泡が不十分な部分が見られる。これについて西川明彦らは、当時の技術が未熟であったためとしている。また七宝の脱落やひび割れを接着剤で補修した痕跡があるが、これは製作当時の補修と考えられている。
大花弁と覗き花弁の間には霰文が施された三角形状の金板が12枚貼られている。金板の文様は裏から石目鏨で叩いて粒を打ち出し、その粒を表から魚々子鏨で打って粒の裾を絞めて作られたと推測されている。また文様を施した後、三角形に切り出されたと考えられている。成分は僅かに銀を含有する金であることが確認されている。なお、一部の金板は若干色調や文様が異なっていることが確認されている。1884年（明治17年）校正の『旧御物目録』には「純金三角形の板3枚欠失す」と記されており、一部の金板はこの後の新補の可能性がある。
七宝や金板は接着剤で銀板に貼り付けられている。接着剤は黄褐色で木屎漆に似るとされるが異説もあり特定できていない。相当量の接着剤が七宝釉薬の上まではみ出ており、これを目立たなくするために研磨されたか、あるいは漆ではない透明の接着剤であった可能性がある。一般に木屎漆の色調は混入する物質やその配合の割合によって変わるが、本鏡の接着剤と同様の発色にするためには漆の量を少なくせざるを得ず、十分な接着強度を得られるか疑問が呈されている。また紫外線を照射するとわずかに蛍光反応を確認することができるが、漆が蛍光反応することはない。そのため松脂など別の有機物形接着剤が使用された可能性も指摘されている。なおガラス釉薬への影響を考慮するとろう接が行われた可能性は低いと考えられている。
鈕にも植線がつくられたうえで七宝が施されている。一般に球体に焼き付けられた七宝は冷却時の収縮で頂部にひびが入りやすい。本鏡でもその対策として鈕の七宝は花弁部と比べて釉薬の厚さが薄くなっている。現在は鈕頂部の七宝が欠落している。この部分に植線（文様区）が行われたのかは明らかではない。

## 製作年代・製作地

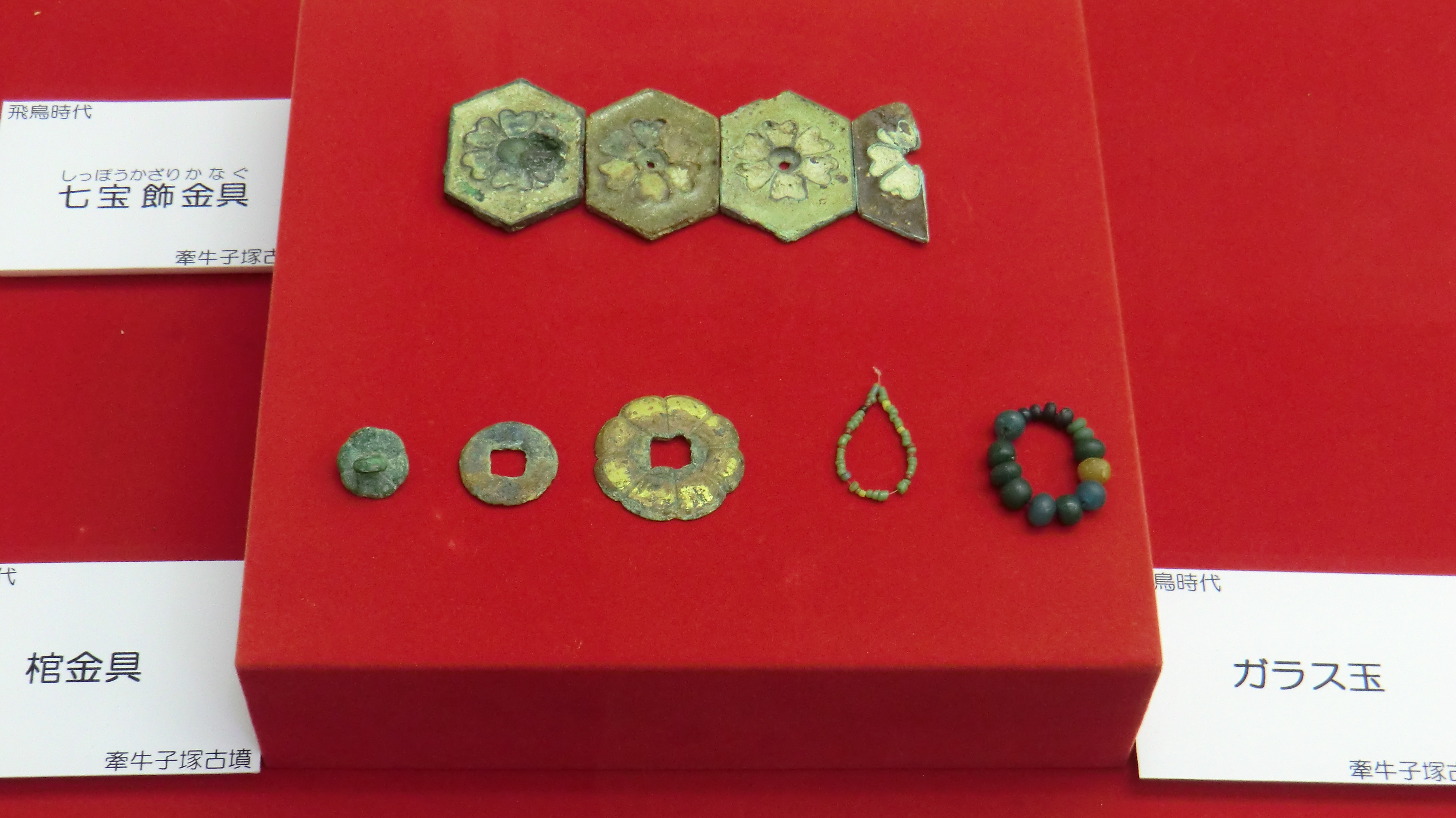
牽牛子塚古墳出土の七宝製品。7世紀後半。

本鏡は『東大寺献物帳』にも該当する記載がなく、製作年代・製作地に関する記録は残されていない。古代における七宝工芸の遺品が極めて少ないため、元代や明代の中国製作説、統一新羅製作説、17世紀以降の日本製作説など様々な説が出されている。製作地については定まらないが、制作年代についてはおおむね8世紀の制作とする説が有力とされている。なお同時期は東アジアにおいて七宝流しの技法が隆盛したとされており、日本の牽牛子塚古墳や韓国慶州の芬皇寺からも七宝製品が出土している。
東洋陶磁器の蒐集家ハリー・ガーナー（1962年）は、七宝工芸が日本で隆盛したのが江戸時代まで降ると指摘した上で、17世紀後半に活躍した七宝師平田家による制作としている。
『正倉院のガラス』（1965年）は、本鏡の宝相華文は唐代に流行した様式であることから、8世紀に唐で製作された可能性が高いとしつつ、ガラスの品質から日本産である疑いもぬぐえないとしている。
模造鏡を製作した田中輝和（2002年）は、本鏡を「試みながら創作された宝物と感じた」としたうえで、このような製品が海外に流通するとは思えないので国産ではないかとしている。
西川明彦（2009年）は、未溶解で不透明なガラス質は未熟なガラス技術を示すとしたうえで、類例から8世紀の制作としている。また裏引きが行われていないことから近世の制作である可能性を否定し、文様も唐代の系統であることを示すとする。
成瀬正和（2009年）は、文様の特徴から8世紀第2四半期としている。

## 納箱
2001年現在に本鏡を納めている漆皮箱は、本来の納箱ではない可能性が指摘されている。木村法光によれば、1872年（明治5年）に行われた壬申検査の記録には漆皮八角鏡箱（南倉81-第4号）に納められていたと記録されている。漆皮八角鏡箱は皮を漆で固め、そこに金銀で花鳥絵を描く八角形の納箱である。現在この漆皮八角鏡箱は歪んでいて本鏡を納めることが出来ないが、身の内側に鏡の稜が擦れてできたと思われる傷が確認できる。ただし漆皮八角鏡箱も当初から本鏡とセットであったのかは不明である。